# Zgorza Struga
Zgorza Struga – struga, strumień leśny przepływający przez Puszczę Białą, dopływ Narwi.
Źródła Zgorzej Strugi znajdują się w okolicach wsi Obryte. Przepływa przez pola w okolicach tej wsi. Niewielkie spiętrzenie wód Zgorzej Strugi tworzy malowniczy staw z wyspą na terenie dawnego folwarku Skłudy (Skłody) we wsi Skłudy. Następnie ciek przepływa przez pola wsi Psary oraz osady Psary-Maliki. Kontynuuje swój bieg przepływając przez znaczny fragment Puszczy Białej, w tym śródleśne łąki – tak zwane biela. Na terenie jednej z łąk śródleśnych, dzięki usypaniu wałów utworzono niewielki, sztuczny zbiornik służący tzw. małej retencji. Ciek wypływa z Puszczy Białej w okolicach wsi Ponikiew, by między nią a Pułtuskiem, na terenie łąk nadrzecznych wpaść do Narwi.

## Nazwa
Nazwa Zgorza Struga została odnotowana po raz pierwszy w 1843 r. na tak zwanej „Mapie Katermistrzowstwa” – Topograficznej Karcie Królestwa Polskiego.

## Znaczenie przyrodnicze
W biegu Zgorzej Strugi znajdują się liczne żeremia bobrów.